# Sołomon Milsztejn
Sołomon Rafaiłowicz Milsztejn (ros. Соломон Рафаилович Мильштейн, ur. 1899, zm. 14 stycznia 1955) – generał porucznik radzieckich organów bezpieczeństwa, bliski współpracownik Ławrientija Berii, szefa NKWD i marszałka ZSRR, aresztowany i stracony po upadku tego ostatniego. Brał udział w przygotowaniu planu wymordowania polskich jeńców wojennych i więźniów w Katyniu.

## Pochodzenie, wykształcenie oraz służba w Armii Czerwonej
Urodzony w 1899 w Wilnie. Pochodzący z rodziny żydowskiej, jego ojciec był dekarzem. Od 1905 do 1915 ukończył 5 klas szkoły podstawowej w żydowskim instytucie nauczycieli w Wilnie. Następnie do 1918 skończył 5 klas szkoły średniej w Pskowie, oraz następne dwa lata uczył się ponownie w Wilnie.
W sierpniu 1920 roku, został powołany (lub się sam zgłosił) do Robotniczo-Chłopskiej Armii Czerwonej (RKKA), zostając urzędnikiem statystycznym w Specjalnej Podkomisji 4 Armii od sierpnia do października 1920. Przez następne dwa lata służył jako żołnierz, lecz wykonywał funkcje urzędnicze w oddziale odpowiedzialnym za dostarczanie żywności najpierw w 18, następnie w 20 pułku piechoty. W maju 1922 został zwolniony z wojska i oddelegowany do organów bezpieczeństwa, wówczas Wszechrosyjskiej Komisji Nadzwyczajnej do Walki z Kontrrewolucją, Spekulacją i Nadużyciami Władzy (Czeka).

## Służba w organach bezpieczeństwa
Służbę w Czeka rozpoczął w maju 1922 od stanowiska starszego urzędnika w Zakaukaskiej Czeka, w Oddziale Specjalnym (OO – Osobyj Otdieł) odpowiedzialnym za kontrwywiad wojskowy i ogólny. Następnie był urzędnikiem w Oddziale Specjalnym 11 Armii, a od 1924 do 1925 był pełnomocnikiem (lub komisarzem) Oddziałów Specjalnych w Zakaukaskiej Czeka i kaukaskiej Armii im. Czerwonego Sztandaru. Do października 1926 był naczelnikiem 2 Wydziału Oddziałów Specjalnych (wówczas odpowiedzialnych już tylko za kontrwywiad wojskowy) kaukaskiej Armii im. Czerwonego Sztandaru. Przez następne 4 lata był sekretarzem Kolegium GPU Gruzińskiej Socjalistycznej Republiki Radzieckiej.
Do października 1931 roku pełnił funkcję Sekretarza Zarządu Tajno-Operacyjnego (SOU) Pełnomocnego Przedstawicielstwa (PP) przy Zjednoczonym Państwowym Zarządzie Politycznym (OGPU) Zakaukaskiej Federacyjnej Socjalistycznej Republiki Radzieckiej.
Przez wiele lat współpracował z Ławrientijem Berią, który wówczas był Sekretarzem Komitetu Centralnego KP(b) Gruzji, jako jego pomocnik. Pracując w KC KP(b), wykonywał różne funkcje, m.in. kierownika sekretariatu jednego z Oddziałów od 1932 do 1934, a następnie był kierownikiem specjalnej komórki KP(b) Gruzji, którą to funkcję sprawował do listopada 1936. W 1936 został majorem (merem) stolicy Gruzińskiej SRR i przewodniczącym rady sportowej, a następnie przewodniczącym Rady Sportowej Gruzińskiej SRR.
Po zwolnieniu Nikołaja Jeżowa ze stanowiska szefa NKWD i zastąpieniu go przez Berię w listopadzie 1938, nowy Ludowy Komisarz Spraw Wewnętrznych, na polecenie Sekretarza Generalnego WKP(b) Marszałka ZSRR Józefa Stalina, najpierw "oczyścił" centralę NKWD z ludzi swojego poprzednika (większość z nich rozstrzelano), a następnie zatrudnił w niej swoich zaufanych współpracowników z Gruzji, w tym Sołomona Milsztejna, któremu nadał rangę majora bezpieczeństwa państwowego. Na początku Sołomon Milsztejn pełnił funkcję zastępcy naczelnika Sekcji Śledczej Głównego Zarządu Bezpieczeństwa Państwowego NKWD, a następnie całego NKWD, którą kierował jako naczelnik Wasilij Siergijenko. W 1939 został naczelnikiem Głównego Zarządu Transportowego NKWD (GTU) i w 1940 roku brał udział w organizowaniu wymordowania polskich jeńców wojennych oraz więźniów (zbrodnia katyńska).
Aresztowany 30 czerwca 1953 roku, a następnie w dniu 30 października 1954 roku skazany na karę śmierci na podstawie art. 58-1 "b"  kodeksu karnego RFSRR. Wyrok wykonano przez rozstrzelanie. W późniejszym okresie Sołomon Milsztejn nie został zrehabilitowany.

## Odznaczenia
- Order Lenina (dwukrotnie)
- Order Czerwonego Sztandaru (dwukrotnie)
- Order Czerwonego Sztandaru Pracy
- Order Kutuzowa I Klasy
- Order Kutuzowa II Klasy
- Order Suworowa II Klasy
- Order „Znak Honoru”
- Order Wojny Ojczyźnianej II Klasy